# Клуб Криле
„Клуб Криле“ е българско авиационно списание.
Изданието традиционно отразява дейността на българските и световните ВВС, както и гражданската авиация. От 2020 г. излиза 4 пъти в годината. Хората в екипа му са ерудирани авиационни журналисти, оставили следа в българската журналистика.
Първото българско авиационно списание „Към небето“ излиза на 1 ноември 1911 г.